# 85-я инженерная бригада
85-я инженерная бригада — воинское формирование в годы холодной войны ракетное соединение РВГК ВС СССР и позже РВСН СССР.

## История
85-я инженерная бригада РВГК образовалась в начале 1953 года путём переименования 54-й бригады особого назначения. Бывшая 54-я БОН получила наименование 85-я инженерная бригада РВГК, её огневые дивизионы соответственно:
1-й дивизион — 637-й отдельный инженерный дивизион;
2-й дивизион — 640-й отдельный инженерный дивизион;
3-й дивизион — 652-й отдельный инженерный дивизион.
Местом дислокации инженерной бригады продолжал оставаться 4-й Государственный центральный полигон Министерства обороны (4 ГЦП МО) Капустин Яр, где бригада находилась 7 лет (1952—1959 гг.).

## Командиры
1953—1958 — полковник Л. С. Гарбуз
1958—1960 — полковник А. А. Колесов

## Боевые задачи
Боевое применение инженерных бригад определялось распоряжением Ставки Верховного Главного Командования. До 1957 года бригады планировалось применять с началом войны и в ходе боевых действий Сухопутных войск.
На период боевых действий инженерная бригада РВГК оперативно подчинялась командующему войсками фронта, в полосе которого она действовала. Самостоятельные действия первых ракетных бригад вне рамок операции фронта не предусматривались. Применяться бригада могла как в полном составе, так и подивизионно, размещалась на значительном удалении от предполагаемого района боевого применения, в который она передислоцировалась в угрожаемый период.
 — Бригада занимала боевой порядок на площади: по фронту 10-15 км, в глубину 6-10 км, а с учётом системы боковой радиокоррекции глубина боевого порядка увеличивалась до 30-40 км.
 — Удаление боевого порядка бригады от линии фронта составляло 40-100 км.
Для полной готовности к пуску ракет, включая оборудование бетонных площадок и подвоз ракет и топлива, требовалось от 2 до 4 суток. При этом на подготовку одной ракеты к пуску на стартовой позиции требовалось до 3-5 часов.
 — Скорость передвижения бригады по дорогам: днём — 20-25 км/ч, ночью — 15-20 км/ч; нормальный суточный переход — до 150 км, форсированный — до 200 км.
 — Огневая производительность: бригады 24-36 ракет в сутки; дивизиона — 8-12 ракет; батареи — 4-6 ракет.
 — Наиболее целесообразным считалось назначение бригаде объектов поражения площадью 8-10 км².
В январе 1955 года остро назрел вопрос о переподчинении бригады. Бригада имела двойное подчинение: заместителю командующего артиллерией Вооружённых Сил и начальнику 4 ГЦП МО (Капустин Яр).
В марте 1955 года было введено в действие Наставление по боевому применению инженерных бригад РВГК, вооружённых ракетами Р-1 и Р-2. Определялись задачи инженерным бригадам РВГК в наступательных и оборонительных операциях, впервые учитывалась возможность действия бригады в условиях применения противником ядерного оружия. Предусматривалось рассредоточение бригады, смена стартовых и технических позиции в процессе ведения боевых действии.
В начале 1956 года, на основании Постановления ЦК КПСС и Совета Министров СССР № 589—365сс «О мерах по повышению боеготовности инженерных бригад РВГК» и во исполнение директивы Генерального штаба Вооружённых Сил СССР, дивизионы 85-й инженерной бригады РВГК в целях освоения конкретных районов боевых действий были распределены по театрам военных действий (ТВД):
 — 1-й дивизион — Северо-Западный ТВД,
 — 2-й дивизион — Южный ТВД,
 — 3-й дивизион — Дальневосточный ТВД.
В каждом из предполагаемых районов боевых действии проводились рекогносцировочные работы по выбору позиционных районов, железнодорожных станций выгрузки, районов сосредоточения и маршрутов выдвижения в полевые районы.
В июне 1956 года на вооружение была принята ракета Р-5М с дальностью стрельбы до 1200 км.
2-й и 3-й дивизионы бригады приступили к теоретическому и практическому освоению ракетного комплекса с ракетой Р-5М в обычном и ядерном снаряжении. Продолжался «отстрел» серийных ракет Р-1 и Р-2, так как по установленному порядку завод-изготовитель, а в данном случае «Южный машиностроительный завод» в г. Днепропетровске, обязан был из каждой партии изготовленных ракет представить одну ракету на «отстрел». Полигонные команды 4 ГЦП МО были загружены решением других задач и «отстрел» ракет поручался бригаде. Приходилось также проводить пуски ракет в интересах научно-исследовательских и академических программ.

## Учения
В августе 1953 года с дивизионами бригады было проведено тактическое учение под руководством начальника Штаба реактивных частей генерал-лейтенанта артиллерии М. Л. Никольского, в ходе которого исследовалась возможность совершения дивизионом длительного марша в тёмное время суток с использованием светомаскировочных устройств (СМУ) и проверялась возможность его обнаружения с самолётов, оснащённых приборами ночного видении. В 1954 году 1-й дивизион бригады был передан 4 ГЦП МО для комплектования подразделений пуска и обслуживания ракет. Вместо него был сформирован новый дивизион.
С 27 сентября по 9 октября 1955 года 2-й дивизион 85-й инженерной бригады РВГК в составе сводной бригады из пяти дивизионов принял участие в опытном тактическом учении, проводимом помощником по боевой подготовке заместителя министра обороны СССР генерал-лейтенантом артиллерии П. Л. Дегтярёвым. Тема учения: «Действия инженерной бригады РВГК в наступательной операции в условиях применения атомного и химического оружия». На учении подразделения сводной бригады совершили марш (150 км) по полевым дорогам, произвели полное инженерное оборудование полевого района с использованием только штатных сил и средств, разгрузку железнодорожного эшелона с техникой, организовали подвоз компонентов ракетного топлива в полевом районе. Исследовался вопрос огневой производительности бригады в течение трёх суток, а также предельных возможностей личного состава при непрерывной работе по подготовке и пуску ракет. Была осуществлена смена боевого порядка и проверка возможности пуска ракет стартовой батареей в течение суток, определены с воздуха демаскирующие признаки элементов боевого порядка и различное время суток. Полученные результаты были использованы при планировании и организации боевой подготовки инженерных бригад РВГК.
Летом 1956 года бригада участвовала в тактическом учении «Запад». В ходе учения подразделения бригады были передислоцированы на территорию в Казахской ССР, где оборудовали стартовую и техническую позиции и провели пуски ракет Р-2 в сторону полей падения головных частей полигона Капустин Яр. Это были первые в истории Вооружённых Сил СССР учебно-боевые пуски ракет с полевой стартовой позиции в ходе тактического учения.

## Организационно-штатный структура
Для эксплуатации, хранения и сборки первых ядерных головных частей были сформированы полевые специальные сборочные бригады (пссбр); каждому отдельному инженерному дивизиону придавалась одна пссбр.
В июле 1955 года дивизионы бригады перешли на новую организационно-штатную структуру — в состав стартовых батареи были введены отделения боковой радиокоррекции.
В декабре 1956 года утверждён новый штат управления инженерной бригады и отдельных инженерных дивизионов, вооружённых ракетой Р-5М.
В состав отдельного инженерного дивизиона входили:
 — управление,
 — батарея управления,
 — инженерно-сапёрный взвод,
 — две стартовые батареи,
 — техническая батарея,
 — батарея транспортировки ракет, подвоза спецтоплива и заправки.
В 1958 году введена новая организационно-штатная структура для инженерных полков РВГК:
Полк:
 — управление,
 — два инженерных дивизиона,
 — дивизион транспортировки боевых ракет, подвоза спецтоплива и заправки,
 — подразделения боевого обеспечения и обслуживания.
Инженерный дивизион:
 — две стартовые батареи (в последующем — четыре),
 — техническая батарея,
 — взвод связи.
Дивизион транспортировки боевых ракет, подвоза спецтоплива и заправки
 — две батареи транспортировки боевых ракет и заправки,
 — склад спецтоплива,
 — авторемонтная мастерская.
Инженерному дивизиону придавалась пртб — для хранения и обслуживания головных частей. На вооружении дивизиона было большое количество различной техники (автомобили КрАЗ, тягачи АТ-Т, заправочные ёмкости, грунтовые тележки для ракет и другие агрегаты.
С середины 1959 года управление бригады приступило к формированию инженерных полков, а в ноябре 1959 года была окончательно определена организационная структура бригады и определены места дислокации входящих в неё воинских частей.
В состав бригады вошли:
 — 637-й инженерный полк РВГК (войсковая часть 87753) Место постоянной дислокации — г. Таураге Литовской ССР. Командир полка подполковник Г. Д. Гаврилов. Полк был сформирован к октябрю 1959 года на базе 1-го дивизиона (637 оидн) бригады и получил наименование «гвардейский Полоцкий Краснознамённый полк»
 — 25-й инженерный полк РВГК. Место постоянной дислокации — г. Советск Калининградской области. Командир полка полковник Ф. Ф. Евсеев. Полк сформирован в октябре 1959 года на базе 1-го дивизиона (635 оидн) 72-й инженерной бригады РВГК по возвращении его из ГДР после выполнения правительственного задания;
 — 324-й инженерный полк РВГК. Место постоянной дислокации — г. Укмерге Литовской ССР. Командир полка полковник И. Н. Бондаренко. Полк сформирован в сентябре 1959 года на базе 44-й и 130-й мотострелковых дивизий, дислоцировавшихся в г. Уральск Приволжского военного округа, и в октябре 1959 года был передислоцирован в г. Укмерге Литовской ССР.
Кроме формирования этих полков бригада активно участвовала в формировании инженерных полков, разворачивающихся в прибалтийских городах Елгава, Добеле, Плунге, Паплака, Приекуле, Гусев, Знаменск и других, оказывая помощь личному составу в первоначальном обучении и освоении ракетного комплекса с ракетой Р-12.
Базовым полком бригады стал Таурагский полк, имеющий к октябрю 1959 года ракетную технику, для хранения которой была оборудована техническая территория, боевые ракеты, одну учебно-боевую ракету, оборудованную учебную полевую стартовую позицию, позволяющую проводить практические занятия по подготовке ракеты к пуску. Полк был готов к заступлению на боевое дежурство.

## Заслуги
85-я инженерная бригада РВГК стала одной из ведущих в Вооружённых Силах СССР. Маршал артиллерии М. И. Неделин и Штаб реактивных частей поручали бригаде решение ответственных задач по отработке ракетного вооружения и основ его применения.
На базе бригады осуществлялась плановая стажировка в войсках выпускников Ростовского высшего артиллерийского инженерного училища.
В 1957 году 85-й инженерной бригаде РВГК приходилось выполнять и неординарные задачи. В ноябре 1957 года личный состав 2-го дивизиона стал участником военного парада на Красной площади в Москве, где впервые были показаны общественности четыре ракеты Р-5. Первый парад ракетчиков возглавил заместитель командира 2-го дивизиона подполковник И. А. Кураков.
С 23 по 25 февраля 1960 года с целью ознакомления с ходом строительных работ и выработки типовых решении по совершенствованию строительства сооружений боевой стартовой позиции (БСП) ракетного комплекса с ракетой Р-12 строящуюся БСП 1-го дивизиона Таурагского полка посетили председатель президиума Верховного Совета СССР Л. И. Брежнев, секретарь ЦК КПСС Д. Ф. Устинов, министр обороны СССР Маршал Советского Союза Р. Я. Малиновский, главнокомандующий РВСН главный маршал артиллерии М. И. Неделин, заместитель министра обороны СССР по строительству и расквартированию войск генерал армии Л. Н. Комаровский, главные конструкторы В. П. Бармин, М. К. Янгель и первый секретарь Калининградского обкома партии Коновалов. Одновременно был рассмотрен вопрос о возможности строительства БСП групповых шахтных пусковых установок ракет Р-12.
В июле 1960 года инженерные бригады РВГК переформированы в ракетные дивизии, инженерные полки — в ракетные полки. На базе управления 85-й инженерной бригады РВГК формируется 29-я ракетная дивизия.

## Хроника основных событий
1953 год
15 марта. 54 БрОН РВГК переименовывается в 85-ю инженерную бригаду РВГК, огневые дивизионы — в отдельные инженерные дивизионы (оидн): 1-й дивизион — 637-й отдельный инженерный дивизион (637 оидн), 2-й дивизион — 640 оидн, 3-й дивизион — 652 оидн.
1954 год
Январь. В распоряжение 4 ГЦП МО передаётся 637 оидн.
Август. Командиром 85-й инженерной бригады РВГК вместо П. В. Колесникова назначен полковник Л. С. Гарбуз.
1955 год
29 марта. Введено в действие Наставление по боевому применению инженерных бригад РВГК, вооружённых ракетами Р-1 и Р-2.
Июль. В состав стартовой батареи оидн введено отделение боковой радиокоррекции.
1956 год
Начало года. Вышло постановление ЦК КПСС и Совета Министров СССР «О мерах по повышению боевой готовности инженерных бригад РВГК». Отдельные инженерные дивизионы распределяются по театрам военных действий.
21 июня. Принят на вооружение ракетный комплекс с ракетой Р-5М.
Декабрь. Изменение организационно-штатных структур в управлении бригады и оидн, имеющих на вооружении ракетный комплекс Р-5М.
1957 год
Весна. Передислокация 3 оидн бригады в Приморье, пос. Манзовка.
Ноябрь. Участие (впервые) в военном параде на Красной площади в Москве 2 оидн (с демонстрацией ракет Р-5М).
1958 год
Май. Передислокация 2 оидн бригады в Крым, с. Перевальное.
Сентябрь. Командиром бригады вместо Л. С. Гарбуза назначен полковник А. А. Колесов.
13 сентября. Участие бригады в показе ракетной техники высшему руководству государства во главе с Н. С. Хрущёвым (кодовое название «Берёза»).
Октябрь. Вводятся новые организационно-штатные структуры в штат инженерных бригад. Полевые специальные сборочные бригады переименовываются в подвижные ремонтно-технические базы (пртб).
Конец года. Передислокация управления бригады и 1 оидн в г. Таураге Литовской ССР.
1959 год
4 марта. Принят на вооружение ракетный комплекс с ракетой Р-12.
Май. Формирование в г. Таураге 637-го инженерного полка.
Ноябрь. Формирование организационной структуры бригады в составе трёх инженерных полков: 637-й (г. Таураге), 25-й (г. Советск) и 324-й (г. Укмерге).
17 декабря. Правительство СССР приняло решение о создании нового типа Вооружённых Сил — Ракетных войск стратегического назначения.
Конец года. Заступил на боевое дежурство 637-й инженерный полк (г. Таураге).
1960 год
23-25 февраля. Посещение БСП 1-го дивизиона 637-го инженерного полка правительственной комиссией во главе с Председателем Президиума Верховного Совета СССР Л. И. Брежневым.
Май. Заступили на боевое дежурство: 115-й инженерный полк (пос. Паплака) с ракетным комплексом Р-5М; две наземные пусковые установки 79-го инженерного полка (г. Плунге) с ракетным комплексом Р-12. Выведены из состава бригады 25-й (г. Советск) и 324-й (г. Укмерге) инженерные полки.
Июнь. Начало формирования 344-го инженерного полка (г. Приекуле).